# Anna Kulíšková
Anna Kulíšková sposata Pešková (Plzeň, 9 marzo 1986) è una sciatrice alpina ceca paralimpica, che gareggia nella classe ipovedenti. Ha vinto una medaglia d'argento e una di bronzo negli eventi super-G alle Paralimpiadi invernali 2006 e rispettivamente nel 2010.

## Biografia
Kulíšková ha una disabilità visiva dalla nascita, un campo visivo di solo quattro gradi attraverso la visione a tunnel. In seguito ha spiegato che questa capacità limitata della vista significa che poter leggere dei libri e le consente di studiare. Da bambina, ha gareggiato in vari sport ai Giochi sportivi nazionali della gioventù di atleti con disabilità visive. A livello agonistico ha praticato lo sci di fondo e successivamente lo sci alpino, dopo aver scoperto la specialità della discesa libera.
Dopo essersi laureata presso la Facoltà di scienze sociali dell'Università Carolina di Praga, Kulíšková si è trasferita a Vancouver, dove inizialmente ha avuto difficoltà a trovare una sistemazione, dato che aveva bisogno di vivere in un posto che le permettesse di tenere un cane guida. Ha preso lezioni per migliorare la sua comprensione della lingua inglese e al di fuori dello sport, ha tentato la carriera nel giornalismo.
Ritornata nel suo paese dal Canada, si è sposata e nel 2016 ha dato alla luce due gemelli.

## Carriera
Kulíšková ha gareggiato per la prima volta alle Paralimpiadi invernali nel 2006 a Torino, classificandosi seconda nel super-G (vincendo la medaglia d'argento) e concludendo al 4º posto, fuori dal podio, nello slalom gigante Kulíšková ha partecipato nuovamente alle Paralimpiadi del 2010 a Vancouver, Canada, dove ha vinto la medaglia di bronzo nel super-G nella categoria ipovedenti, l'unica medaglia vinta da un atleta della Repubblica Ceca a quell'edizione delle Paralimpiadi invernali. Al ritorno dal Canada, è ritornata anche a gareggiare nello sci alpino, partecipando alle Paralimpiadi del 2018 a Pyeongchang, dove si è classificata al 11° in superG e senza concludere le altre due gare.

## Palmarès

### Paralimpiadi
- 2 medaglie:
  - 1 argento (supergigante categoria ipovedenti a Torino 2006)
  - 1 bronzo (supergigante categoria ipovedenti a Vancouver 2010)